# 小森美樹
小森 美樹（こもり みき、1982年8月12日 - ）は、日本の元新体操選手、元AV女優、タレント、ヌードモデル。ミューズコミュニケーション所属。

## 略歴
- 高校時代は強豪校で新体操の経験がある。
- 2003年に『NEW FACE 33』（KUKI）でAVデビュー。
- AV以外では小森未来として活躍している。2005年には煩悩ガールズのメンバーに選ばれた。
- 大森ゆまとして出演している作品がある。
- 軟体AV女優の一人である。
- 2020年現在はスペイン在住[2]。

## 作品

### アダルトビデオ
2003年
- NEW FACE 33（レンタル）/SCOOP!!（セル）（9月19日、KUKI）
- アクロバット（10月25日、KUKI）
- HEAT UP（11月21日、KUKI）
- SCOOP MIKI KOMORI 2（12月12日、KUKI）
- HEALING（12月23日、KUKI）

2004年
- エクササイズ（1月27日、KUKI）
- グランドスラム（2月21日、KUKI）
- MAXIMUM（3月26日、KUKI）
- ALWAYS（3月27日、KUKI）
- COOL（4月21日、KUKI）
- High3（5月23日、KUKI）
- GRAND SLAM（5月28日、KUKI）
- 原点（6月25日、KUKI）
- 無法学園 新人女教師をハメろ（7月28日、KUKI）
- RUSH（8月20日、KUKI）
- MATERIAL（8月20日、KUKI）
- SAILOR（9月20日、KUKI）
- 南極2号（10月24日、KUKI）
- SEX DRIVE（10月29日、KUKI）
- SEMI FINAL（11月21日、KUKI）
- TODOME（12月20日、KUKI）
- CLIMAX（12月22日、KUKI）

2005年
- サオと踊り子（レンタル）/竿と踊り子 小森美樹（セル）（1月31日（レンタル）/2月11日（セル）、VIP）
- 小森美樹 DA・KA・RA （2月28日（レンタル）/3月22日（セル）、VIP）
- セル初×ギリモザ ギリギリモザイク（3月11日、エスワン）
- ギリギリモザイク 大開脚でパコパコ!（4月11日、エスワン）
- ギリギリモザイク お姉さんが犯してあげる♥（5月19日、エスワン）
- ギリギリモザイク 大開脚女教師の淫乱セックス（6月19日、エスワン）
- ギリギリモザイク 大開脚ホスピタル（7月19日、エスワン）
- ギリギリモザイク 妄想的特殊浴場 本指名（8月19日、エスワン）
- エロスの王宮（9月13日、MOODYZ）共演:姫咲しゅり、原千尋、滝沢優奈、綾乃梓、瀬戸準
- 麗しのレオタード（10月13日、MOODYZ）
- 叱られ淫語。～キレイなお姉さんに優しく叱られたい。～（11月13日、MOODYZ）
- 痴女パーティーDX（12月1日、MOODYZ）…共演:米倉夏弥、藤崎楓

2006年
- ハイパーデジタルモザイクVol.14（1月13日、MOODYZ）
- エロスの王宮 ～最終章～（2月1日、MOODYZ）…共演:姫咲しゅり、原千尋、滝沢優奈、綾乃梓、瀬戸準
- 最高のオナニーのために（2月13日、MOODYZ）
- 拷問くらぶ（3月1日、MOODYZ）
- 新体操部の痴女顧問（4月13日、MOODYZ）
- W痴女スナイパー（5月1日、MOODYZ）…共演:当真ゆき

他

### イメージビデオ
小森未来 名義
- straddle （2003年8月20日、シャッフル）
- 裸体 （2003年12月30日、シャッフル）
- 秘密 （2004年4月25日、バウハウス）
- 真裸 【MAPPA】 （2004年12月20日、シャッフル）
- 新体操の女王（2015年8月21日、キングダム）
- 開脚エロス（2015年10月30日、キングダム）
- アクロバティック（2015年12月11日、キングダム）
- 無修正 〜バリ島編 〜〜バリ島編 〜（2016年3月28日、キングダム）

小森美樹 名義
- GOKULES 小森美樹&沢野ルミ（2005年3月22日、レイフル）…共演:沢野ルミ

### オリジナルビデオ
小森未来 名義
- めざせ金メダル!! 新体操物語 ライバル登場（2004年6月25日、コム・アライアンス）
- 鍵穴からみつめる眼 兄嫁覗き（2005年12月7日、ビーエムドットスリー）

### レンタルビデオ・DVD
小森未来 名義
- まぼろしパンティVSへんちんポコイダー

## 出演

### テレビドラマ
小森未来 名義
- Xenos （2007年、テレビ東京）

### テレビバラエティ
小森未来 名義
- 志村けんのバカ殿様（2004年-2005年不定期出演、フジテレビ） - 腰元
- あらびき団（2007年11月14日、TBS）

### 映画
小森未来 名義
- コンクリート（2004年）

## 書籍

### 写真集
- straddle（2003年7月24日、竹書房、撮影：浜田一喜）ISBN 978-4812412831
- MIKI（2003年10月、双葉社、撮影：高橋生建）ISBN 978-4575296242
- HI-MI-TSU（2004年4月1日、メディア・クライス）ISBN 978-4894617865